# Duna (woreda)
Pour les articles homonymes, voir Duna (homonymie).
Duna est un woreda de la zone Hadiya de la région Éthiopie du Centre. Détaché de son voisin Soro avant 2007, ce district est bordé au nord par Soro et entouré dans les autres directions par la zone Kembata Tembaro.
|         | Soro         |            |
| Tembaro | Duna         | Doyogena   |
|         | Hadero Tunto | Kacha Bira |

Son centre administratif, Anso, se trouve 45 km au sud-ouest d'Hosaena.
D'après le recensement national de 2007, ce district compte 122 087 habitants dont 5 % de citadins qui sont les  5 778 habitants d'Anso.
Près de 85 % des habitants sont protestants, 8 % sont catholiques et 5 % sont orthodoxes.
En 2022, la population est estimée sur le même périmètre à 166 826 personnes avec une densité de population de 750 personnes par km2 et 222 km2 de superficie,.
Le district fait partie de la région des nations, nationalités et peuples du Sud jusqu'au transfert de la zone Hadiya dans la région Éthiopie du Centre en 2023.